# شانون براون
شانون براون (بالإنجليزية: Shannon Brown)‏ مواليد 30 نوفمبر 1985 في مايوود، هو لاعب كرة سلة محترف أمريكي بدأ مسيرته الاحترافية في سنة 2006 حيث تم اختياره من قبل فريق كليفلاند كافالييرز خلال الدرافت. يبلغ طوله 6 قدم 4 بوصة (1.9 م).

## فرق لعب لها
- كليفلاند كافالييرز
- شيكاغو بولز
- شارلوت هورنتس
- لوس أنجلوس ليكرز
- فينيكس صنز
- سان أنطونيو سبرز
- نيويورك نيكس

## إحصائيات المسيرة
| † | يشير إلى المواسم التي فاز فيها بالبطولة |

### الموسم الاعتيادي
| السنة    | الفريق             | لعب | بدأ | دقيقة | ميداني% | ثلاثية | حرة  | ارتداد | صنع | استلاب | تصدي | نقطة |
| -------- | ------------------ | --- | --- | ----- | ------- | ------ | ---- | ------ | --- | ------ | ---- | ---- |
| 2006–07  | كليفلاند كافالييرز | 23  | 5   | 8.8   | .378    | .280   | .714 | .9     | .4  | .3     | .1   | 3.2  |
| 2007–08  | كليفلاند كافالييرز | 15  | 4   | 14.5  | .369    | .310   | .609 | 1.2    | 1.1 | .7     | .1   | 7.0  |
| 2007–08  | شيكاغو بولز        | 6   | 0   | 3.7   | .200    | .000   | .500 | .3     | .0  | .2     | .3   | 1.5  |
| 2008–09  | شارلوت هورنتس      | 30  | 0   | 11.4  | .455    | .286   | .800 | .8     | .9  | .6     | .2   | 4.8  |
| 2008–09† | لوس أنجلوس ليكرز   | 18  | 0   | 7.6   | .524    | .667   | .889 | 1.1    | .6  | .2     | .1   | 3.2  |
| 2009–10† | لوس أنجلوس ليكرز   | 82  | 7   | 20.7  | .427    | .328   | .818 | 2.2    | 1.3 | .7     | .4   | 8.1  |
| 2010–11  | لوس أنجلوس ليكرز   | 82  | 0   | 19.1  | .425    | .349   | .911 | 1.9    | 1.2 | .8     | .2   | 8.7  |
| 2011–12  | فينيكس صنز         | 59  | 19  | 23.7  | .420    | .362   | .808 | 2.7    | 1.2 | .7     | .3   | 11.0 |
| 2012–13  | فينيكس صنز         | 59  | 22  | 23.8  | .420    | .277   | .784 | 2.5    | 1.8 | 1.0    | .3   | 10.5 |
| 2013–14  | سان أنطونيو سبرز   | 10  | 1   | 10.3  | .286    | .000   | .778 | 1.3    | .5  | .1     | .0   | 2.3  |
| 2013–14  | نيويورك نيكس       | 19  | 0   | 7.8   | .421    | .000   | .667 | .8     | .2  | .6     | .0   | 2.1  |
| 2014–15  | ميامي هيت          | 5   | 2   | 17.8  | .368    | .429   | .667 | .2     | .6  | .8     | .0   | 4.0  |
| المسيرة  | المسيرة            | 408 | 60  | 18.0  | .420    | .332   | .807 | 1.9    | 1.1 | .7     | .2   | 7.6  |

### التصفيات
| السنة   | الفريق             | لعب | بدأ | دقيقة | ميداني% | ثلاثية | حرة  | ارتداد | صنع | استلاب | تصدي | نقطة |
| ------- | ------------------ | --- | --- | ----- | ------- | ------ | ---- | ------ | --- | ------ | ---- | ---- |
| 2007    | كليفلاند كافالييرز | 1   | 0   | .0    | .000    | .000   | .000 | .0     | .0  | .0     | .0   | .0   |
| 2009†   | لوس أنجلوس ليكرز   | 21  | 0   | 13.1  | .434    | .480   | .792 | 1.2    | .6  | .5     | .1   | 4.9  |
| 2010†   | لوس أنجلوس ليكرز   | 23  | 0   | 14.1  | .393    | .281   | .714 | 1.3    | .9  | .4     | .3   | 4.9  |
| 2011    | لوس أنجلوس ليكرز   | 10  | 0   | 16.6  | .459    | .280   | .643 | 1.9    | .7  | .6     | .2   | 7.2  |
| المسيرة | المسيرة            | 55  | 0   | 13.9  | .422    | .341   | .727 | 1.3    | .7  | .5     | .2   | 5.2  |

## روابط خارجية
- شانون براون على موقع إن بي أي (الإنجليزية)
- شانون براون على موقع سبورتس رفرنس (الإنجليزية)
- شانون براون على موقع كرة السلة الأوروبية.كوم (الإنجليزية)
- شانون براون على موقع كلية كرة السلة في سبورتس رفرنس.كوم (الإنجليزية)
- شانون براون على موقع ريلجم (الإنجليزية)
- شانون براون على موقع بروبوليرز (الإنجليزية)
- شانون براون على موقع سبورتس رفرنس (الإنجليزية)